# Семейство Сопрано
„Семейство Сопрано“ е американски криминален сериал, създаден от сценариста Дейвид Чейс. Той се излъчва по телевизия HBO от 10 януари 1999 г. до 10 юни 2007 г., като за този период печели 21 награди Еми и 5 награди Златен глобус. Продукцията има общо 6 сезона и 86 епизода, заснети основно в Ню Джърси, САЩ. Главните роли се изпълняват от актьорите Джеймс Гандолфини, Лорейн Брако, Иди Фалко, Майкъл Империоли и други.

## Основна идея
Сериалът проследява живота на едно нетипично и особено американско семейство. Тони Сопрано е лесно избухлив член на мафиотска организация, контролираща престъпните сделки в Ню Джърси. Той започва да страда от депресия, породена от годините стрес, свързани с работата му и трудното му детство. Тони се обръща за помощ към психиатъра д-р Дженифър Мелфи, чието желание да му помогне често е примесено с чувство на страх и несигурност, провокирани от опасния му начин на живот. Другите членове на семейството са съпругата на Тони, Кармела Сопрано, и двете му деца Медоу и Антъни Младши, които неволно са въвлечени в интригите и борбата за власт на безскрупулната италианска мафия. Сериалът се фокусира върху трудния баланс между нормалния семеен живот на героите и тяхната неизбежна обвързаност с тъмните страни на подземния свят.

## Актьорски състав
- Джеймс Гандолфини в ролята на Тони Сопрано
- Лорейн Брако в ролята на д-р Дженифър Мелфи
- Иди Фалко в ролята на Кармела Сопрано
- Майкъл Империоли в ролята на Кристофър Молтисанти
- Доминик Чианезе в ролята на Корадо Сопрано – Младши
- Стивън Ван Занд в ролята на Силвио Данте
- Тони Сирико в ролята на Пол Гуалтиери
- Робърт Айлър в ролята на Антъни Сопрано младши
- Джейми-Лин Сиглър в ролята на Медоу Сопрано
- Дрий Де Матео в ролята на Адриана Ла Серва
- Ейда Туртуро в ролята на Джанис Сопрано
- Стивън Р. Ширипа в ролята на Боби Бакалиери
- Нанси Марчанд в ролята на Ливия Сопрано
- Винсънт Пасторе в ролята на Салваторе Бонпенсиеро
- Джо Пантолиано в ролята на Ралф Сифарето
- Винсънт Къратола в ролята на Джон Сакрамони
- Франк Винсънт в ролята на Фил Леотардо
- Джон Вентимиглиа в ролята на Арти Бучо
- Федерико Кастелучо в ролята на Фюрио Гуинта
- Шарън Анджела в ролята на Розали Априли
- Катрин Нардучи в ролята на Шармейн Бучо
- Стив Бушеми в ролята на Тони Бландето
- Дейвид Провал в ролята на Ричи Априли
- Джоузеф Р. Джанасколи в ролята на Вито Спатафоре
- Дан Грималди в ролята на Патци Паризи

## „Семейство Сопрано“ в България
В България сериалът е излъчен по Канал 1 през 2002 г. Пети сезон е излъчен през 2008 г. Шести сезон започва на 26 юни 2009 г., всеки петък от 21:55 по обновения БНТ 1. От 26 септември се излъчва в събота от 21:30, като последният епизод на сериала е излъчен на 21 ноември. В дублажа участват Живка Донева, Милена Живкова, Даринка Митова в четвърти сезон, Петя Абаджиева в шести, Калин Сърменов, Здравко Методиев в четвърти сезон, Виктор Танев в четвърти, Христо Узунов в шести и Александър Воронов.
От 2008 г. започват повторения по Fox Crime, като са излъчени епизодите от първи до четвърти сезон, а през 2009 г. започва и пети. Дублажът е на студио Доли. Ролите се озвучават от артистите Милена Живкова, Бояна Николова, Марин Янев, Димитър Иванчев и Александър Воронов.
На 14 май 2009 г. сериалът започва и по Диема 2, всеки делник от 21:00.
Излъчван е и по TV7 с дублажа на студио Доли като единствено в четвърти сезон е този на БНТ. Излъчен е до пети сезон. Последният епизод от четвърти сезон е преозвучен със състава на Доли и в него Милена Живкова и Александър Воронов са заместени от Татяна Захова и Росен Плосков.